# Souimanga pygmée
Hedydipna platura
Espèce
Statut de conservation UICN

 LC  : Préoccupation mineure
Le Souimanga pygmée (Hedydipna platura), dit aussi Petit souimanga à longue queue, est une espèce de passereaux d'Afrique subsaharienne appartenant à la famille des nectarinidés.

## Synonymes
- Anthreptes platurus
- Anthodiaeta platura